# Porta Magna

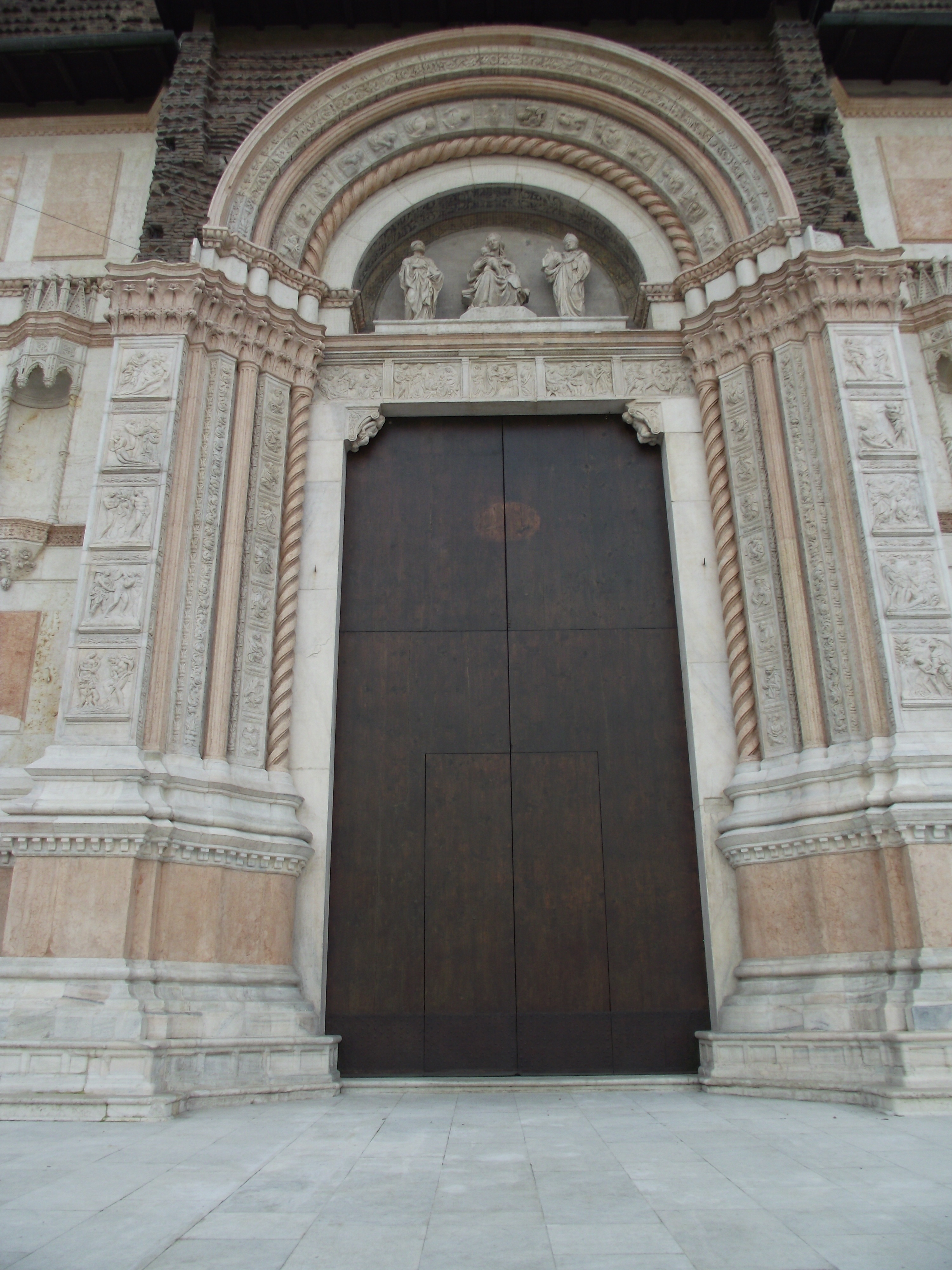
La Porta Magna di San Petronio

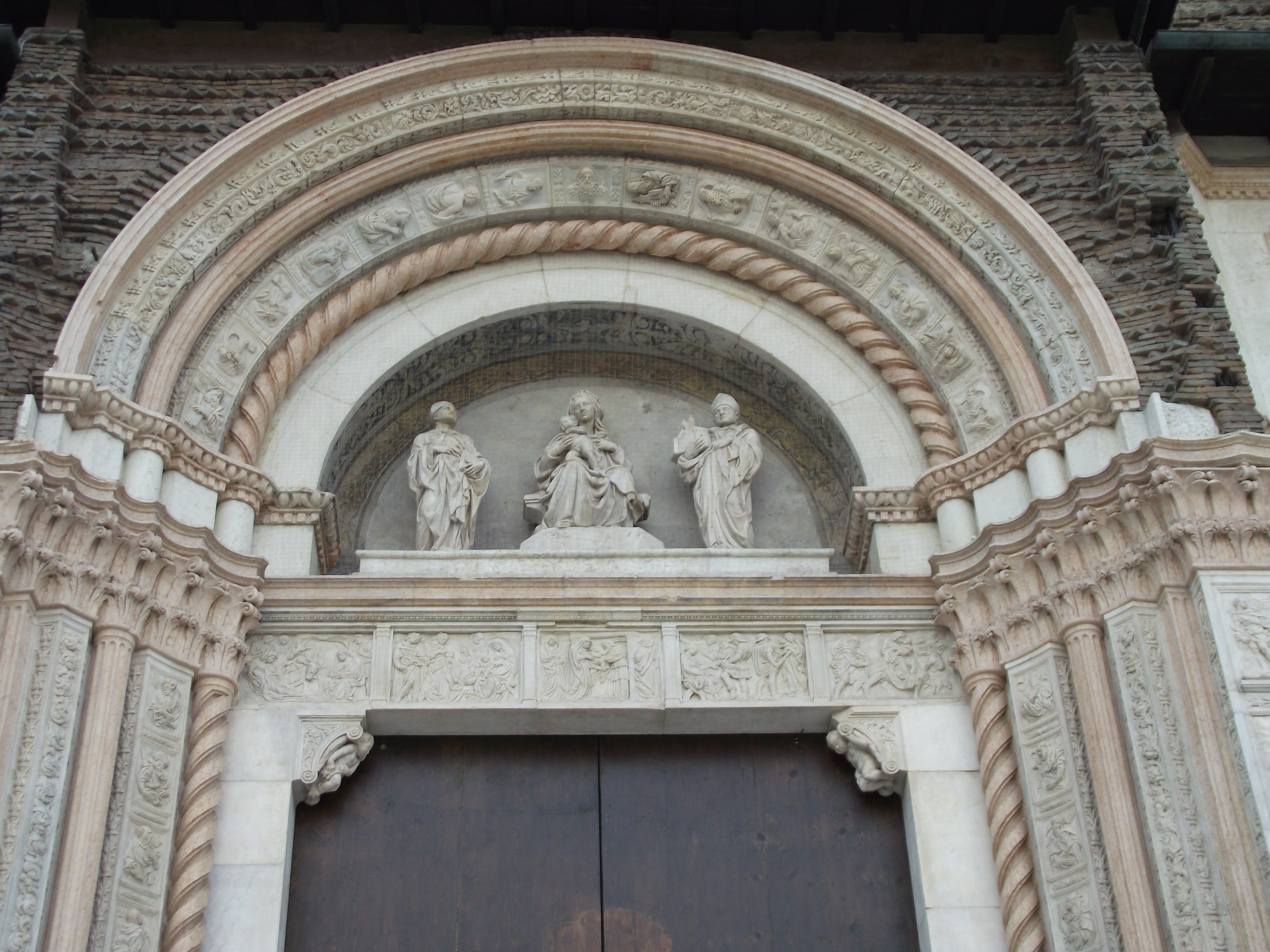
Lunetta e Storie del Nuovo Testamento

La "Porta Magna" è il portale centrale della basilica di San Petronio a Bologna. Realizzata a partire dal 1425, è decorata da statue e rilievi che sono considerati il capolavoro dello scultore senese Jacopo della Quercia. Su questi lavori formò il proprio stile magniloquente Michelangelo Buonarroti, che ebbe modo di studiarli e ammirarli.

## Storia
La decorazione, da parte di Jacopo della Quercia del portale mediano iniziò nel 1425, su mandato del legato pontificio Louis Aleman, e si interruppe nel 1434, poco prima della sua morte (1438). L'opera rimase così incompleta, senza la cuspide. Nel 1510 il portale venne spostato in avanti dagli interventi di Arduino Arriguzzi.
Le opere vennero studiate attentamente da Michelangelo, soprattutto le storie della Genesi, che dimostrò di avere a mente in alcune delle composizioni della volta della Cappella Sistina. Anche la Madonna venne elogiata, e lo scultore fiorentino la definì: "la più bella Madonna del Quattrocento".

## Descrizione

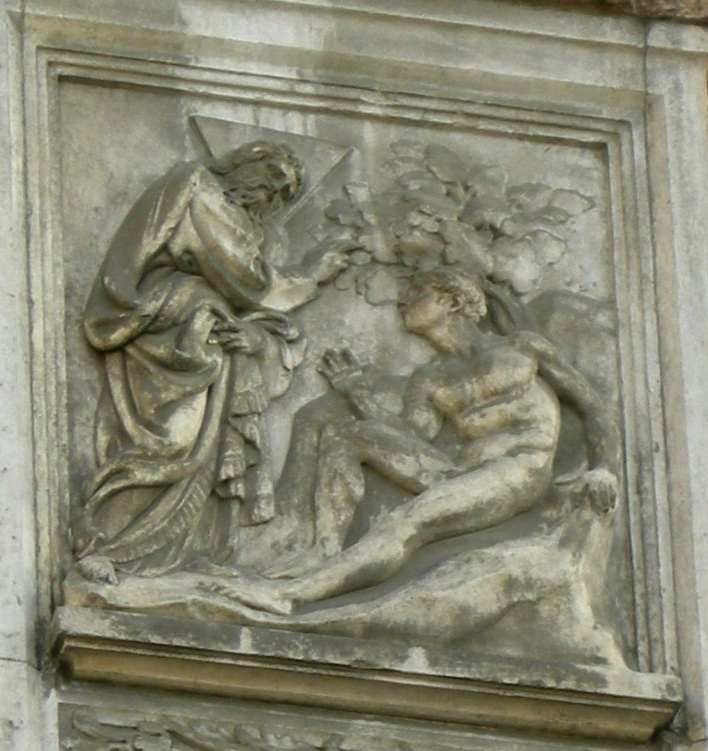
Jacopo della Quercia, Creazione di Adamo

Jacopo scolpì le dieci formelle a bassorilievo sugli stipiti del portale che raffigurano Storie della Genesi, i diciotto Profeti nella strombatura, la Madonna col Bambino e i santi Ambrogio e Petronio nella lunetta, completata quest'ultima dal Varignana, e le cinque Scene del Nuovo Testamento sull'architrave: Natività, Adorazione dei Magi, Presentazione al Tempio, Strage degli Innocenti e Fuga in Egitto.
I profeti nell'arco al centro sono invece opera di Antonio Minello e Antonio da Ostiglia, tranne il Mosé al centro che è opera di Amico Aspertini.
I rilievi di Jacopo della Quercia con Storie della Genesi comprendono:
- Creazione di Adamo
- Creazione di Eva
- Peccato originale
- Cacciata dal Paradiso terrestre
- Lavoro dei progenitori
- Sacrificio di Caino e Abele
- Uccisione di Abele
- Uscita dall'Arca di Noè
- Ebbrezza di Noè
- Sacrificio di Isacco

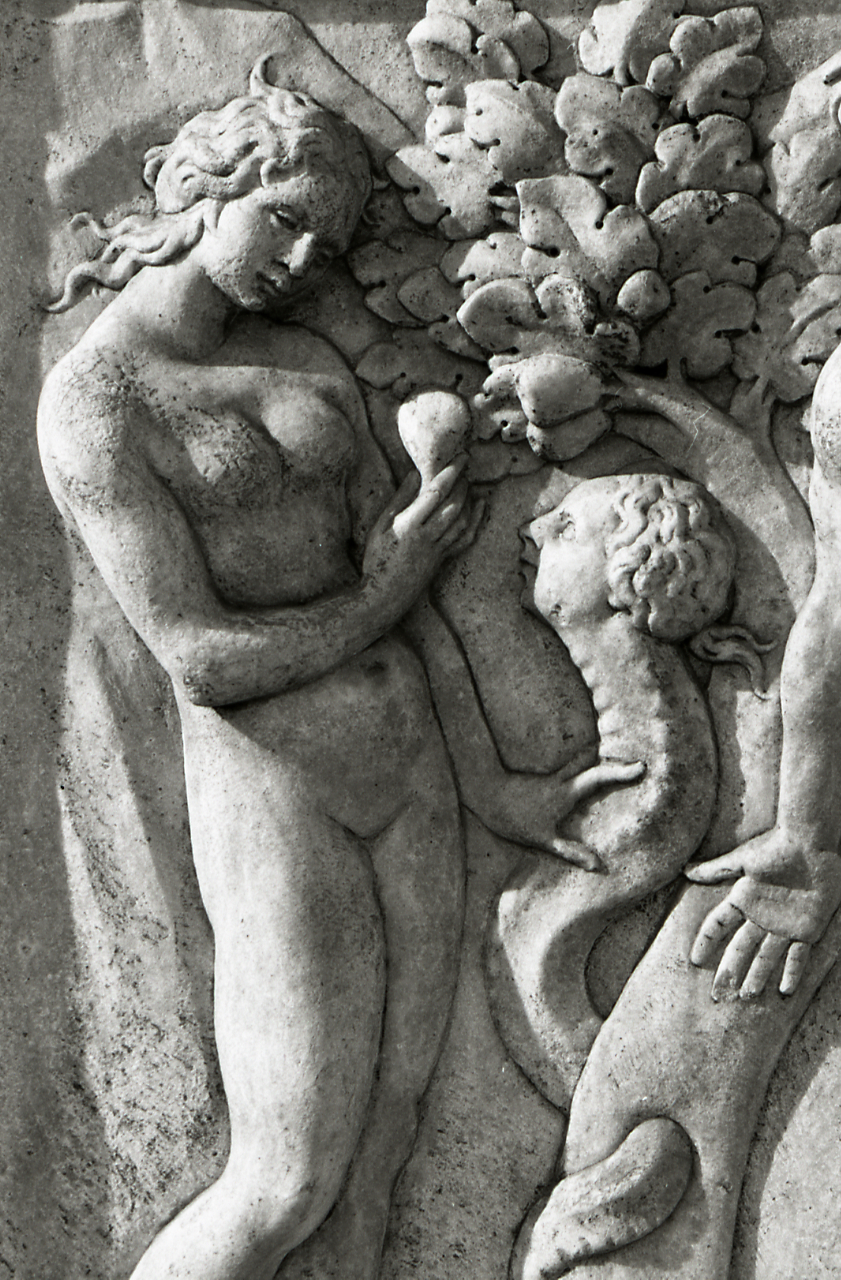
Peccato originale, dettaglio. Foto di Paolo Monti
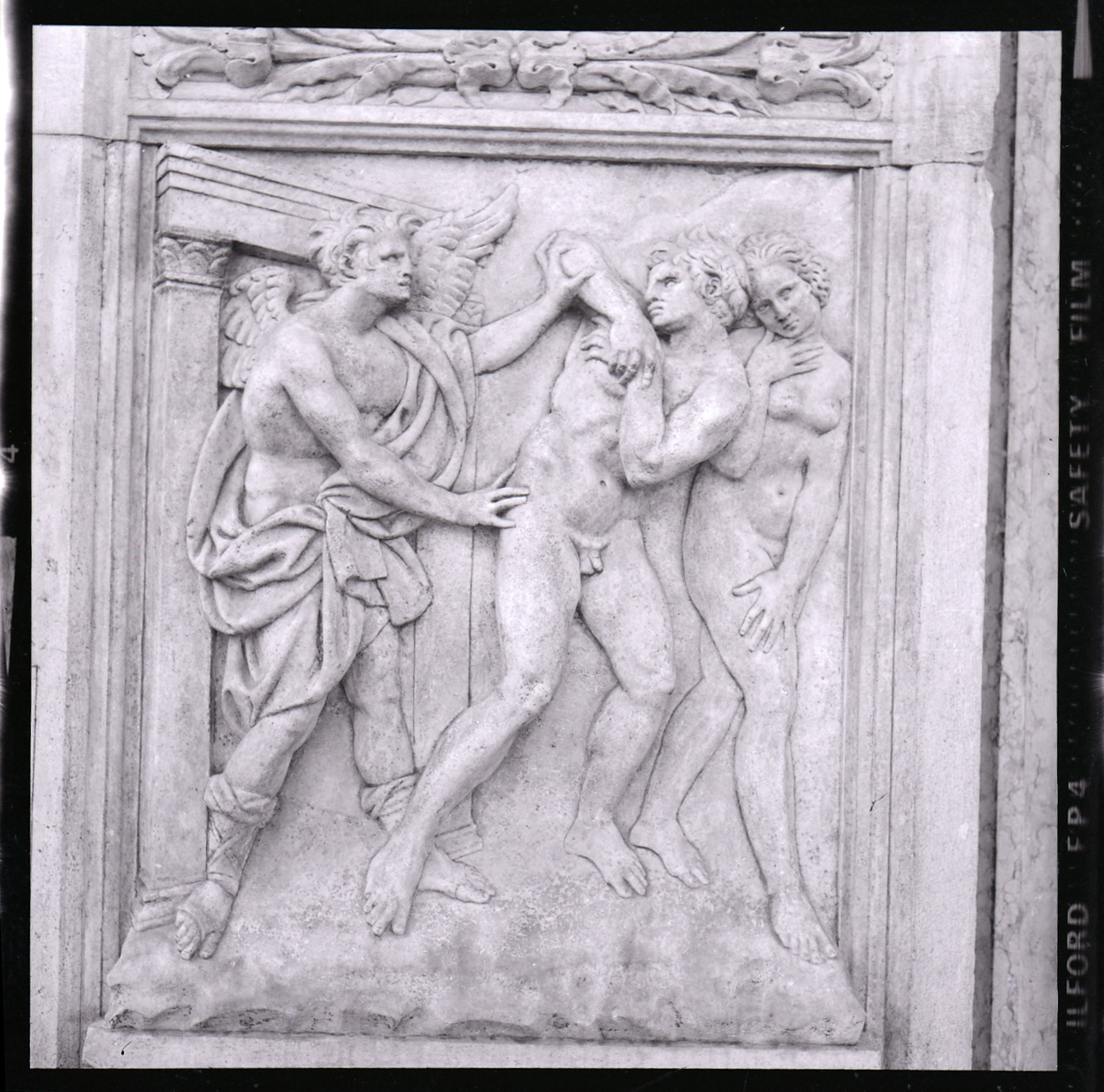
Cacciata dal Paradiso terrestre, dettaglio. Foto di Paolo Monti
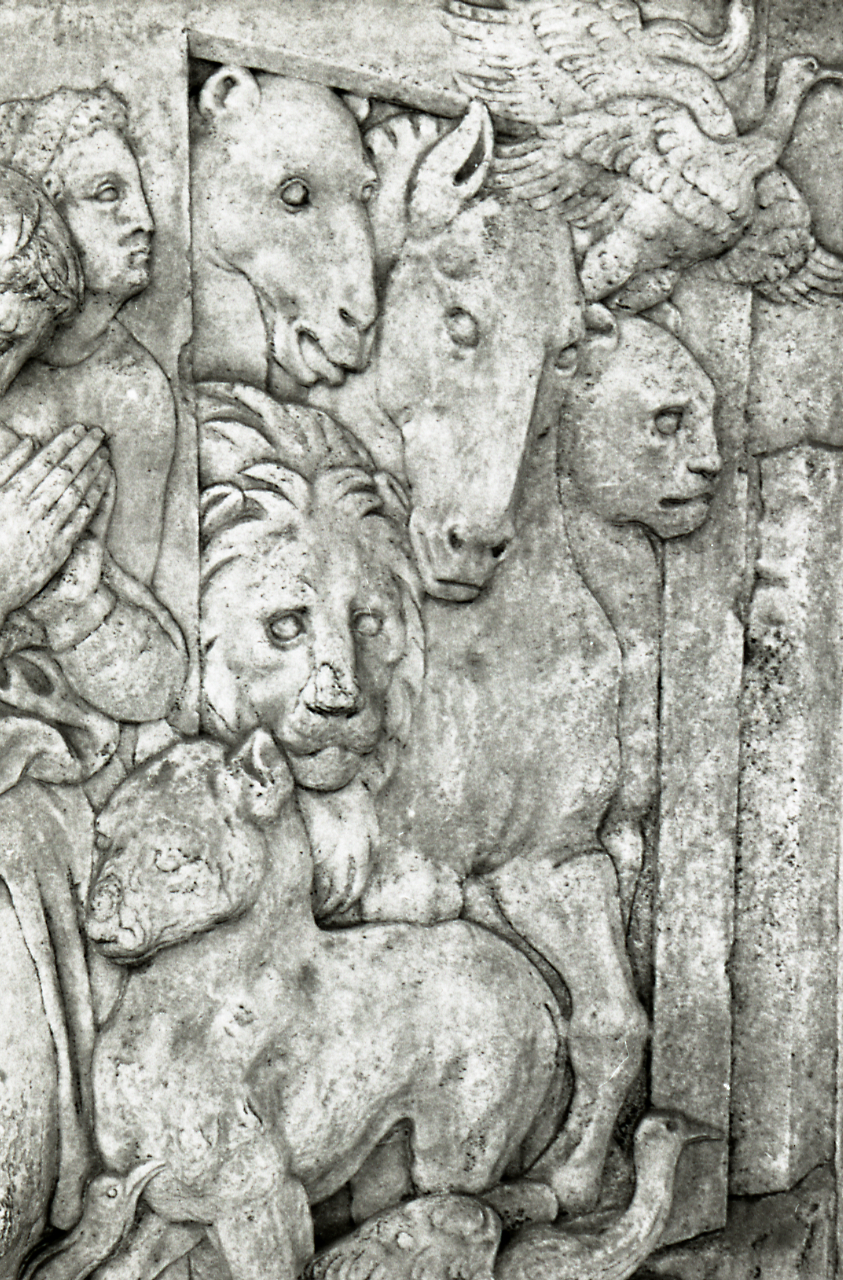
Uscita dall'Arca di Noè, dettaglio. Foto di Paolo Monti
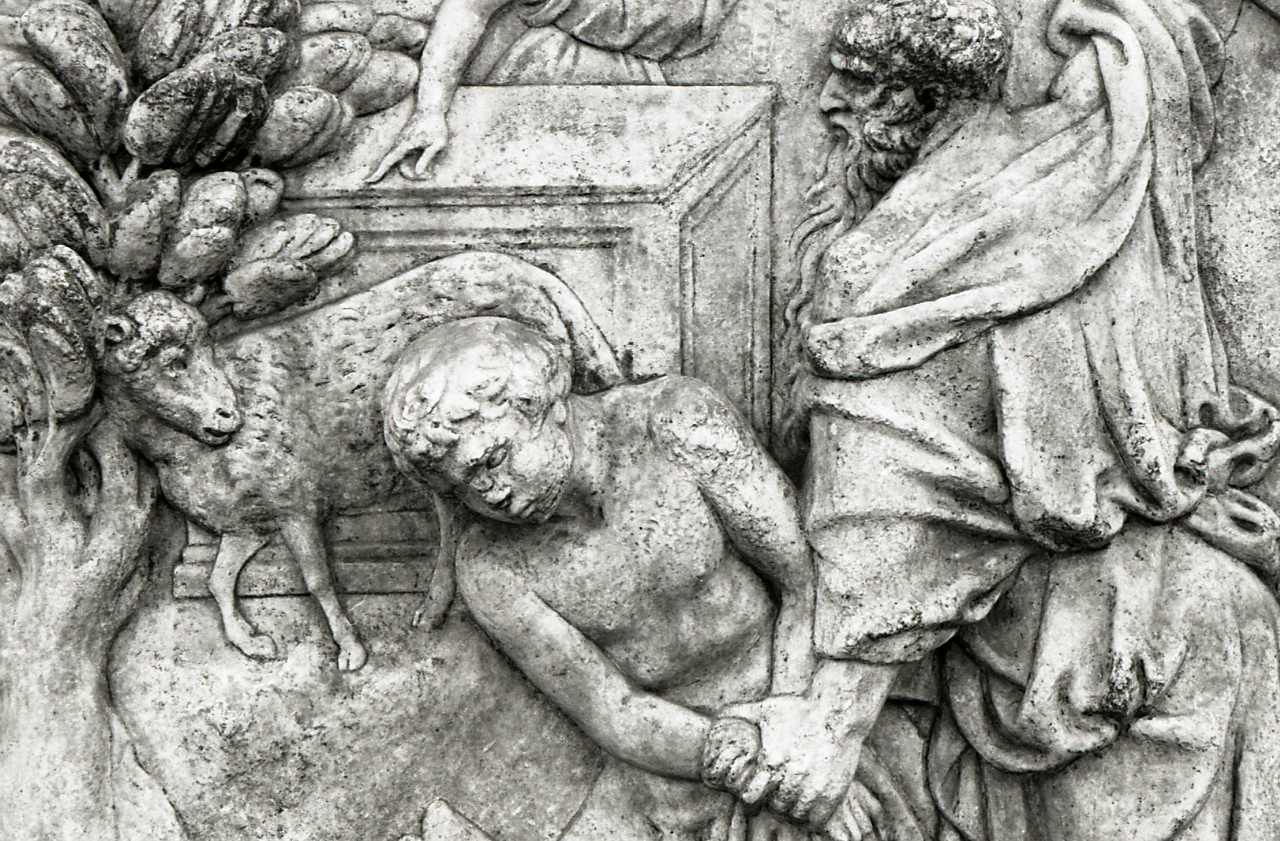
Sacrificio di Isacco, dettaglio. Foto di Paolo Monti
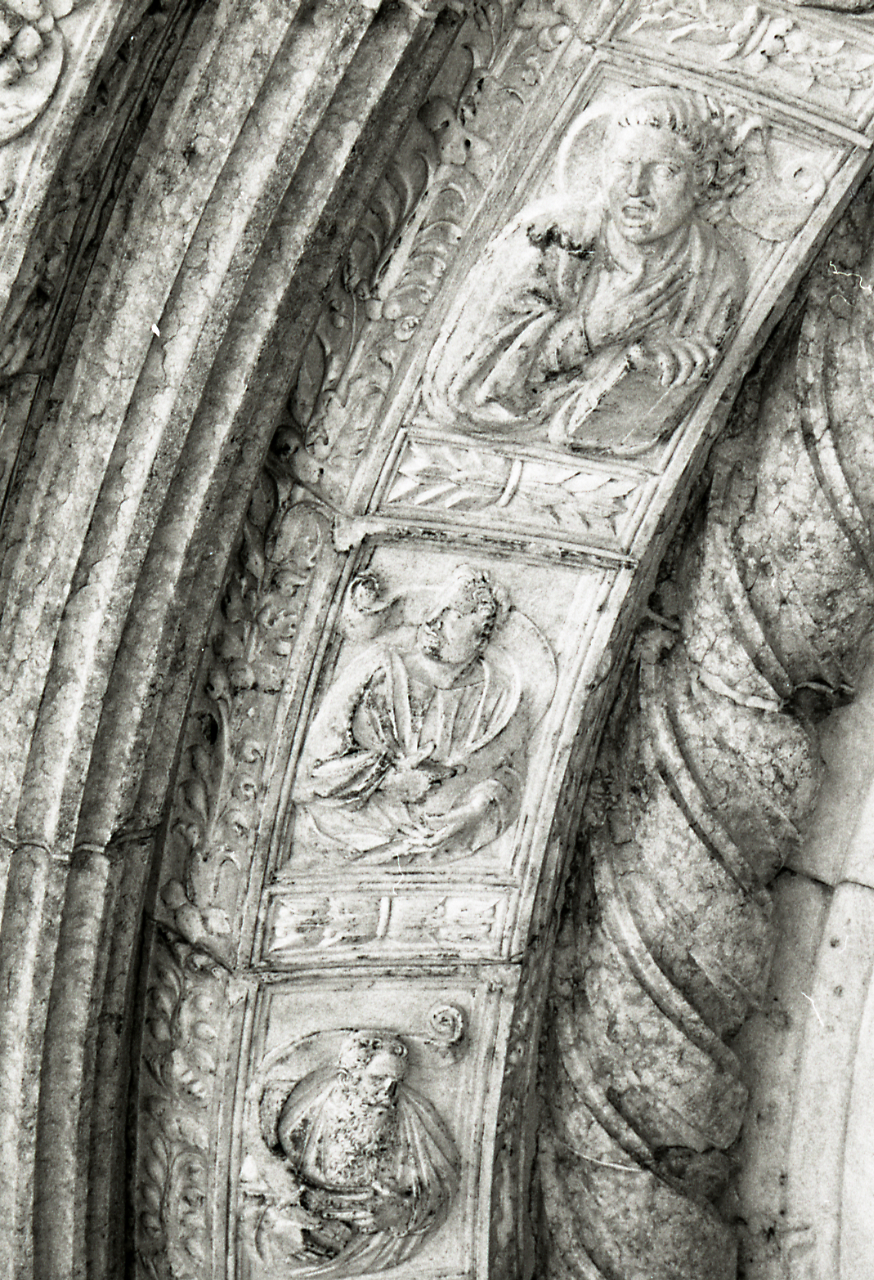
Profeti, dettaglio della strombatura. Foto di Paolo Monti
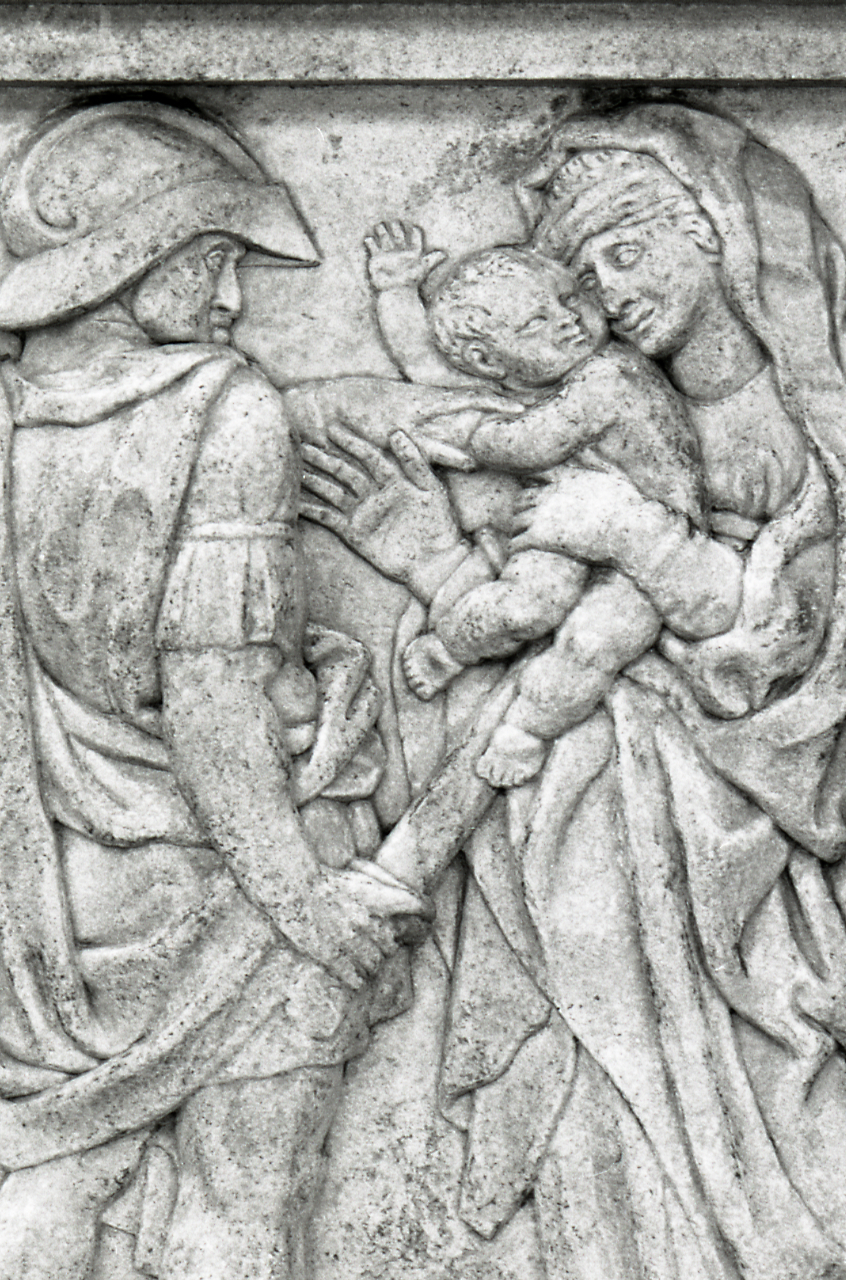
Strage degli Innocenti, dettaglio dell'architrave. Foto di Paolo Monti

## Stile

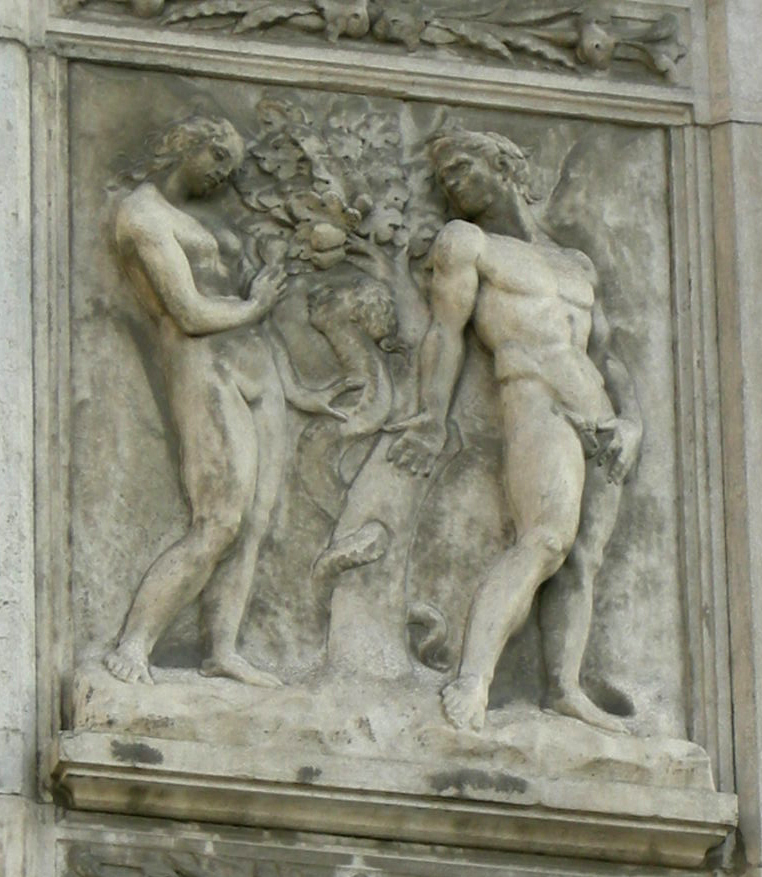
Jacopo della Quercia, Peccato originale

Il nodo focale dell'inquieta e multiforme produzione di Jacopo della Quercia è la vitalità dei suoi personaggi, che travolge e fonde, mettendoli in secondo piano, le fonti e i riferimenti culturali delle sue opere. L'intensità dinamica dei rilievi di San Petronio è data dal gioco di linee complesse, che sfrutta anche le linee del panneggio gotico, e dalla scelta di soggetti umani rustici e massicci, che esaltano la forza plastica delle scene. 
Le figure occupano le formelle per tutta la loro altezza, su sfondo per lo più neutro, e sono caratterizzate da gesti ampi, pose eloquenti e composizioni dinamiche. Il rilievo usato è diverso dallo stiacciato donatelliano, poiché non usa sottosquadri, anzi fa apparire le figure come schiacciate tra due piani invisibili, con linee nette e ombre ridotte al minimo. Alle parti lisce e stondate delle figure si alternano spesso fratture di piani e contorni rigidi, dal cui contrasto sprigiona un effetto di grande forza trattenuta, che non ha eguali nella scultura quattrocentesca. 
La concentrazione sull'energia psichica e fisica dell'uomo nelle formelle non ebbe sostanziali continuatore nel XV secolo, ma fece da modello per Michelangelo Buonarroti, che ne riprese l'espressività e la forza narrativa.